# آرثر ميناسيان
آرثر ميناسيان (بالأرمنية: Արթուր Մինասյան)‏ هو لاعب كرة قدم أرميني في مركز الوسط، ولد في 4 يونيو 1977 في يريفان في أرمينيا. شارك مع منتخب أرمينيا لكرة القدم. أما مع النوادي، فقد لعب مع أرارات يريفان وإف سي يريفان ونادي بانانتس ونادي سبارتاك يريفان ونادي لوزان.

## وصلات خارجية
- آرثر ميناسيان على موقع قاعدة بيانات كرة القدم.إي يو (الإنجليزية)
- آرثر ميناسيان على موقع بيانات كرة القدم. دي إي (الألمانية)
- آرثر ميناسيان على موقع ناشيونال فوتبول تيمز (الإنجليزية)
- آرثر ميناسيان على موقع Soccerway.com (الإنجليزية)
- آرثر ميناسيان على موقع عالم كرة القدم.نت (الإنجليزية)